# Ивайло Василев (футболист, р. 1987)
Ивайло Василев е български футболист и треньор по футбол. Играл е ктато защитник.Бивш състезател на ПФК Академик (София).